# Vuelta a Austria 2013
La 65ª edición de la Vuelta a Austria se disputó desde el 30 hasta el 7 de julio de 2013. La carrera como es habitual contó con 8 etapas, comenzando en Innsbruck y finalizando en Viena tras recorrer 1.115,2 km. De las 8 etapas, una fue contrarreloj y tres culminaron en alto, la 1ª en Kühtai y la 2ª en Kitzbüheler Horn.
La carrera formó parte del UCI Europe Tour 2013-2014, dentro de la categoría 2.HC (máxima categoría de estos circuitos); a pesar de que meses antes se anunciase de que podría bajar de categoría debido a problemas económicos.
El ganador final fue Riccardo Zoidl (que gracias a esta victoria se hizo con el liderato del UCI Europe Tour 2012-2013). Le acompañaron en el podio Alexsandr Dyachenko y Kevin Seeldraeyers (vencedor de las clasificaciones de la montaña y por puntos), respectivamente.
En las otras clasificaciones secundarias se impusieron Sergei Chernetski (jóvenes) y Astana (equipos).

## Equipos participantes
Tomaron parte en la carrera 18 equipos: 9 de categoría UCI ProTeam; 4 de categoría Profesional Continental; y los 5 austriacos de categoría Continental. Formando así un pelotón de pelotón de 144 ciclistas aunque finalmente fueron 143 tras la baja de última hora de Grégory Rast (RadioShack Leopard), con 8 corredores cada equipo (excepto el mencionado RadioShack Leopard que salió con 7) de los que acabaron 136.
| Nº | Ciclista           | Posición |
| 1  | Matthew Busche     | 7°       |
| 2  | Fabian Cancellara  | 54°      |
| 3  | George Bennett     | 18°      |
| 4  | Benjamin King      | 29°      |
| 5  | Robert Kiserlovski | 23°      |
| 6  | Yaroslav Popovych  | 59°      |
| 8  | Jesse Sergent      | 86°      |

| Nº | Ciclista             | Posición |
| 11 | Dmitry Kozontchuk    | 24°      |
| 12 | Sergei Chernetski    | 4°       |
| 13 | Marco Haller         | 124°     |
| 14 | Petr Ignatenko       | 6°       |
| 15 | Vladimir Isaichev    | 100°     |
| 16 | Viacheslav Kuznetsov | 95°      |
| 17 | Mikhail Ignatiev     | 127°     |
| 18 | Rüdiger Selig        | 126°     |

| Nº | Ciclista           | Posición |
| 21 | Tom Boonen         | NP-2     |
| 22 | Gianluca Brambilla | 17°      |
| 23 | Kevin De Weert     | 36°      |
| 24 | Dries Devenyns     | 5°       |
| 25 | Gianni Meersman    | 34°      |
| 26 | Bert Grabsch       | 62°      |
| 27 | Kristof Vandewalle | 80°      |
| 28 | Carlos Verona      | 40°      |

| Nº | Ciclista               | Posición |
| 31 | Ian Boswell            | 15°      |
| 32 | Joe Dombrowski         | 28°      |
| 33 | Bernhard Eisel         | 102°     |
| 34 | Mathew Hayman          | 101°     |
| 35 | Salvatore Puccio       | 77°      |
| 36 | Christopher Sutton     | 110°     |
| 37 | Jonathan Tiernan-Locke | 73°      |
| 38 | Xabier Zandio          | 27°      |

| Nº | Ciclista          | Posición |
| 41 | Alessandro Ballan | 119°     |
| 42 | Thor Hushovd      | AB-8     |
| 43 | Dominik Nerz      | 37°      |
| 44 | Mathias Frank     | 12°      |
| 45 | Daniel Oss        | 99°      |
| 46 | Marco Pinotti     | 47°      |
| 47 | Greg Van Avermaet | 35°      |
| 48 | Danilo Wyss       | 33°      |

| Nº | Ciclista         | Posición |
| 51 | Stefano Agostini | 30°      |
| 52 | Ivan Basso       | 57°      |
| 53 | Federico Canuti  | 65°      |
| 54 | Matthias Krizek  | 50°      |
| 55 | Michel Koch      | 92°      |
| 56 | Maciej Paterski  | 87°      |
| 57 | Daniele Ratto    | 38°      |
| 58 | Juraj Sagan      | 116°     |

| Nº | Ciclista            | Posición |
| 61 | Fabio Aru           | 8°       |
| 62 | Borut Božič         | 133°     |
| 63 | Alexsandr Dyachenko | 2°       |
| 64 | Andrea Guardini     | AB-3     |
| 65 | Maxim Iglinskiy     | 84°      |
| 66 | Andriy Grivko       | 79°      |
| 67 | Simone Ponzi        | 56°      |
| 68 | Kevin Seeldraeyers  | 3°       |

| Nº | Ciclista             | Posición |
| 71 | Jonathan Cantwell    | 106°     |
| 72 | Nicki Sørensen       | 105°     |
| 73 | Timothy Duggan       | 74°      |
| 74 | Chris Anker Sørensen | 11°      |
| 75 | Rafał Majka          | 19°      |
| 76 | Jay McCarthy         | 60°      |
| 77 | Bruno Pires          | 41°      |
| 78 | Rory Sutherland      | 71°      |

| Nº | Ciclista            | Posición |
| 81 | Gaëtan Bille        | 85°      |
| 82 | Sander Cordeel      | 82°      |
| 83 | Dirk Bellemakers    | 46°      |
| 84 | Dennis Vanendert    | AB-4     |
| 85 | Jonas Van Genechten | 118°     |
| 86 | Jurgen Van De Walle | 42°      |
| 87 | Tosh Van der Sande  | 64°      |
| 88 | Tim Wellens         | 55°      |

| Nº | Ciclista            | Posición |
| 91 | Jonathan Fumeaux    | 20°      |
| 92 | Matthias Brändle    | HD-4     |
| 93 | Stefan Denifl       | AB-6     |
| 94 | Kristof Goddaert    | 81°      |
| 95 | Kevyn Ista          | 108°     |
| 96 | Gustav Erik Larsson | NP-7     |
| 97 | Alexandre Pliuschin | 49°      |
| 98 | Aleksejs Saramotins | 44°      |

| Nº  | Ciclista            | Posición |
| 101 | Gerald Ciolek       | 104°     |
| 102 | Ignatas Konovalovas | 45°      |
| 103 | Louis Meintjes      | 68°      |
| 104 | Dennis van Niekerk  | 25°      |
| 105 | Sergio Pardilla     | 14°      |
| 106 | Martin Reimer       | 123°     |
| 107 | Johann Van Zyl      | 76°      |
| 108 | Martin Wesemann     | 125°     |

| Nº  | Ciclista         | Posición |
| 111 | Cyril Bessy      | 112°     |
| 112 | Nicolas Edet     | 9°       |
| 113 | Julien Fouchard  | 39°      |
| 114 | Jan Ghyselinck   | 128°     |
| 115 | Gert Jõeäär      | 109°     |
| 116 | Nico Sijmens     | 53°      |
| 117 | Adrien Petit     | 117°     |
| 118 | Tristan Valentin | 96°      |

| Nº  | Ciclista            | Posición |
| 121 | Omar Bertazzo       | 113°     |
| 122 | Riccardo Chiarini   | 67°      |
| 123 | Fabio Felline       | 97°      |
| 124 | Marco Frapporti     | 70°      |
| 125 | Matteo Di Serafino  | 52°      |
| 126 | Alessandro Malaguti | 83°      |
| 127 | Patrick Facchini    | 16°      |
| 128 | Antonio Parrinello  | 88°      |

| Nº  | Ciclista            | Posición |
| 131 | Markus Eibegger     | 69°      |
| 132 | Felix Großschartner | 94°      |
| 133 | Matija Kvasina      | 10°      |
| 134 | Daniel Paulus       | 43°      |
| 135 | Matej Marin         | 120°     |
| 136 | Stephan Rabitsch    | 115°     |
| 137 | Jan Sokol           | 121°     |
| 138 | Riccardo Zoidl      | 1°       |

| Nº  | Ciclista            | Posición |
| 141 | Michael Taferner    | 135°     |
| 142 | Josef Benetseder    | 129°     |
| 143 | Wolfgang Geisler    | 122°     |
| 144 | Markus Götz         | 59°      |
| 145 | Paul Lang           | 21°      |
| 146 | Hans-Jörg Leopold   | 22°      |
| 147 | Martin Schöffmann   | 66°      |
| 148 | Patrick Schörkmayer | 136°     |

| Nº  | Ciclista           | Posición |
| 151 | Florian Bissinger  | 93°      |
| 152 | Daniel Biedermann  | 107°     |
| 153 | Bostjan Rezman     | 31°      |
| 154 | Remco Broers       | 78°      |
| 155 | Maarten De Jonge   | 48°      |
| 156 | Andreas Hofer      | 89°      |
| 157 | Dominik Hrinkow    | 58°      |
| 158 | Christoph Springer | 90°      |

| Nº  | Ciclista           | Posición |
| 161 | Clemens Fankhauser | 61°      |
| 162 | Jure Golčer        | 13°      |
| 163 | Stefan Praxmarer   | 103°     |
| 164 | Patric Schultus    | 114°     |
| 165 | Harald Totschnig   | 26°      |
| 166 | Hannes Kapeller    | 134°     |
| 167 | Martin Weiss       | 98°      |
| 168 | David Wöhrer       | 32°      |

| Nº  | Ciclista          | Posición |
| 171 | Benjamin Edmüller | 130°     |
| 172 | Michael Gogl      | 63°      |
| 173 | Benedikt Kendler  | 111°     |
| 174 | Jakub Kratochvila | 75°      |
| 175 | Maximilian Kuen   | 91°      |
| 176 | Petr Lechner      | 132°     |
| 177 | Andreas Müller    | 131°     |
| 178 | Lukas Zeller      | 72°      |

| Leyenda | Leyenda | Leyenda  | Leyenda                                                                                              |
| ------- | --- | -------- | --- |
| Nº      | Dorsal de salida del ciclista | Posición | Posición final en la clasificación general                                                           |
| NP      | Indica un ciclista que no ha tomado la salida en una etapa, seguido del número de etapa en la que no tomó la salida                | AB       | Indica un ciclista que no ha finalizado una etapa, seguido del número de etapa en que se ha retirado |
| HD      | Indica un ciclista que ha finalizado una etapa fuera de control, seguido del número de etapa en la que ocurrió dicha circunstancia | EX       | Corredor excluido por no respetar el reglamento                                                      |

## Etapas
| Etapa | Fecha       | Recorrido                                    | km         | Ganador            | Líder              |
| 1ª    | 30 de junio | Innsbruck-Kühtai                             | 134,9      | Kevin Seeldraeyers | Kevin Seeldraeyers |
| 2ª    | 1 de julio  | Innsbruck -Kitzbüheler Horn                  | 157,4      | Kevin Seeldraeyers | Kevin Seeldraeyers |
| 3ª    | 2 de julio  | Heiligenblut-Matrei                          | 119,7      | Thor Hushovd       | Kevin Seeldraeyers |
| 4ª    | 3 de julio  | Matrei-Sankt Johann im Pongau/Alpendorf      | 146        | Mathias Frank      | Kevin Seeldraeyers |
| 5ª    | 4 de julio  | Sankt Johann im Pongau/Alpendorf-Sonntagberg | 228,3      | Mathias Frank      | Kevin Seeldraeyers |
| 6ª    | 5 de julio  | Maria Taferl-Poysdorf                        | 182        | Gerald Ciolek      | Kevin Seeldraeyers |
| 7ª    | 6 de julio  | Podersdorf am See-Podersdorf am See          | 24,1 (CRI) | Fabian Cancellara  | Riccardo Zoidl     |
| 8ª    | 7 de julio  | Podersdorf am See-Viena                      | 122,8      | Omar Bertazzo      | Riccardo Zoidl     |

## Clasificaciones
- Las clasificaciones finalizaron de la siguiente forma:

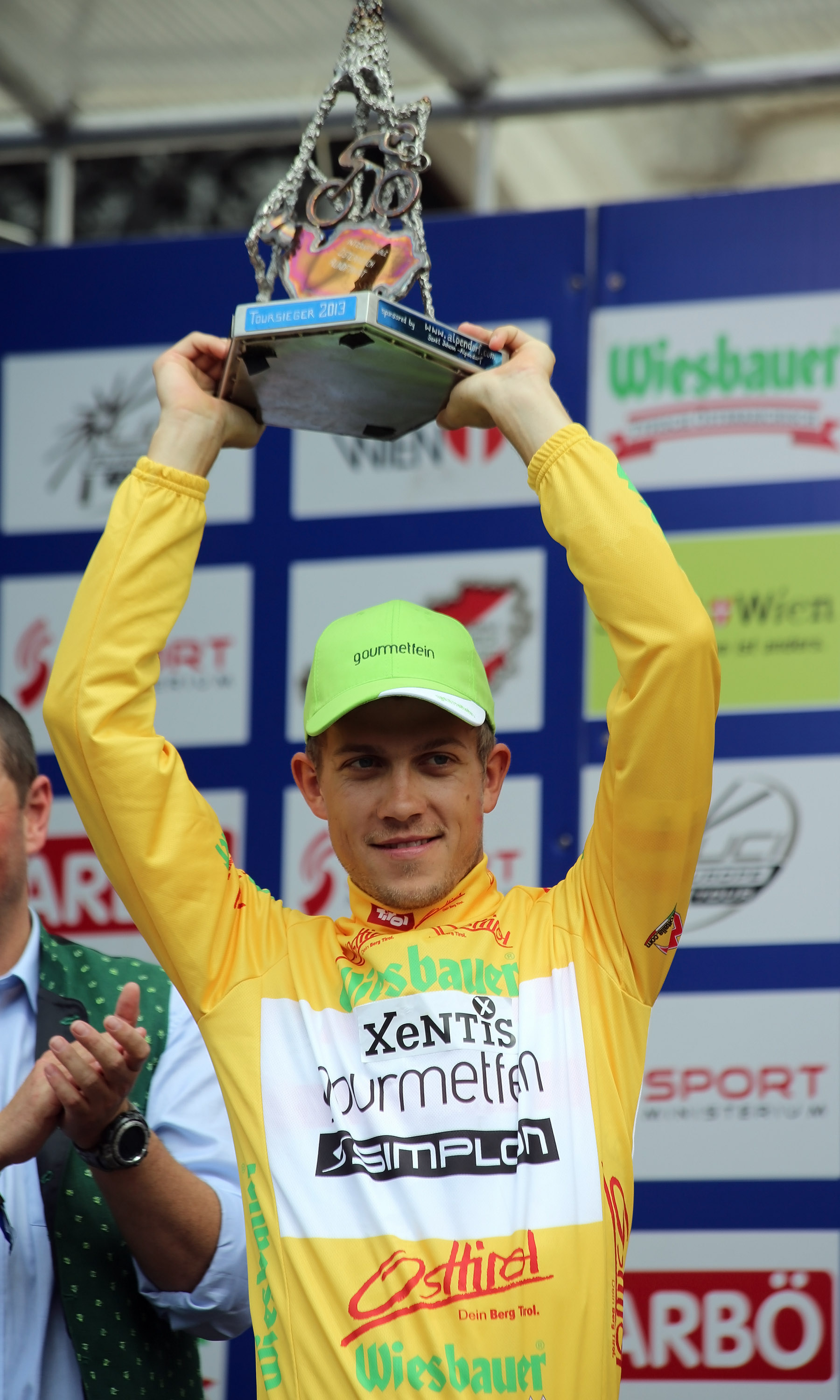
Riccardo Zoidl levantando el trofeo como vencedor final.

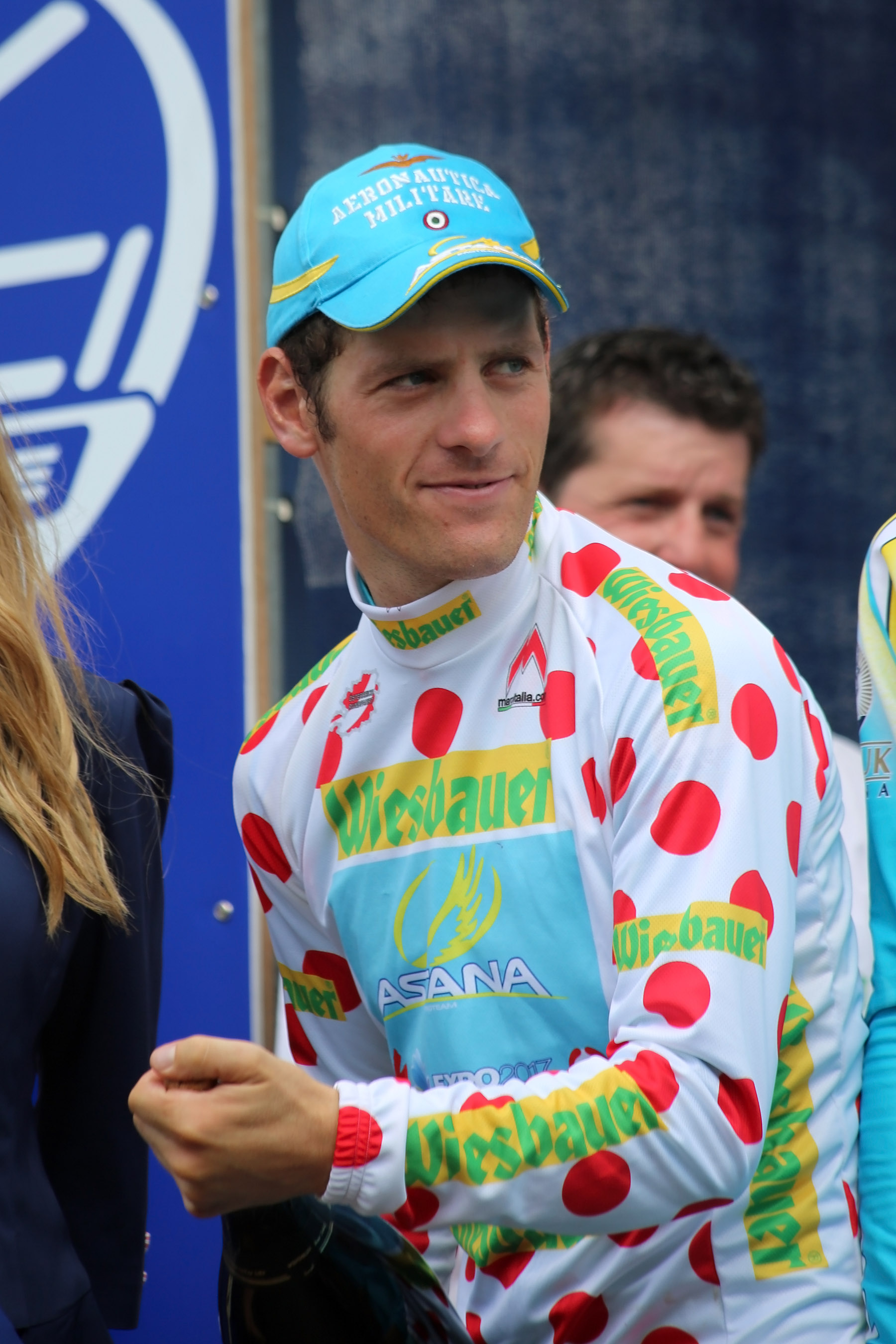
Kevin Seeldraeyers ganador de la clasificación por puntos y de la montaña.

### Clasificación individual
| Posición | Ciclista            | Equipo                     | Tiempo           |
| -------- | ------------------- | -------------------------- | ---------------- |
|          | Riccardo Zoidl      | Gourmetfein-Simplon        | 27 h 49 min 51 s |
| 2º       | Alexsandr Dyachenko | Astana                     | a 33 s           |
| 3º       | Kevin Seeldraeyers  | Astana                     | a 50 s           |
| 4º       | Sergei Chernetski   | Katusha                    | a 53 s           |
| 5º       | Dries Devenyns      | Omega Pharma-Quick Step    | a 1 min 20 s     |
| 6º       | Petr Ignatenko      | Katusha                    | a 1 min 24 s     |
| 7º       | Matthew Busche      | RadioShack Leopard         | a 1 min 45 s     |
| 8º       | Fabio Aru           | Astana                     | a 2 min 19 s     |
| 9º       | Nicolas Edet        | Cofidis, Solutions Crédits | a 2 min 32 s     |
| 10º      | Matija Kvasina      | Gourmetfein-Simplon        | a 3 min 31 s     |

| 11º | Chris Anker Sørensen | Saxo-Tinkoff                 | a 4 min 20 s  |
| 12º | Mathias Frank        | BMC Racing                   | a 4 min 29 s  |
| 13º | Jure Golčer          | Tirol                        | a 4 min 43 s  |
| 14º | Sergio Pardilla      | MTN Qhubeka                  | a 5 min 01 s  |
| 15º | Ian Boswell          | Sky                          | a 5 min 21 s  |
| 16º | Patrick Facchini     | Androni Giocattoli-Venezuela | a 5 min 46 s  |
| 17º | Gianluca Brambilla   | Omega Pharma-Quick Step      | a 7 min 37 s  |
| 18º | George Bennett       | RadioShack Leopard           | a 8 min 37 s  |
| 19º | Rafał Majka          | Saxo-Tinkoff                 | a 11 min 02 s |
| 20º | Jonathan Fumeaux     | IAM                          | a 11 min 13 s |

### Clasificación de la montaña
| Posición | Ciclista             | Equipo              | Puntos |
| -------- | -------------------- | ------------------- | ------ |
|          | Kevin Seeldraeyers   | Astana              | 31     |
| 2º       | Chris Anker Sørensen | Saxo-Tinkoff        | 27     |
| 3º       | Riccardo Zoidl       | Gourmetfein-Simplon | 25     |

### Clasificación por puntos
| Posición | Ciclista           | Equipo     | Puntos |
| -------- | ------------------ | ---------- | ------ |
|          | Kevin Seeldraeyers | Astana     | 33     |
| 2º       | Mathias Frank      | BMC Racing | 31     |
| 3º       | Simone Ponzi       | Astana     | 30     |

### Clasificación de los jóvenes
| Posición | Ciclista          | Equipo  | Tiempo           |
| -------- | ----------------- | ------- | ---------------- |
|          | Sergei Chernetski | Katusha | 27 h 50 min 44 s |
| 2º       | Fabio Aru         | Astana  | a 1 min 26 s     |
| 3º       | Ian Boswell       | Sky     | a 4 min 08 s     |

### Clasificación por equipos
| Posición | Equipo                  | Tiempo           |
| -------- | ----------------------- | ---------------- |
|          | Astana                  | 83 h 32 min 24 s |
| 2º       | RadioShack Leopard      | a 10 min 14 s    |
| 3º       | Katusha                 | a 11 min 01 s    |
| 4º       | Omega Pharma-Quick Step | a 12 min 37 s    |
| 5º       | Gourmetfein-Simplon     | a 14 min 25 s    |

## Evolución de las clasificaciones
| Etapa (Vencedor)              | Clasificación general | Clasificación de la montaña | Clasificación por puntos | Clasificación de los jóvenes | Clasificación por equipos |
| ----------------------------- | --------------------- | --------------------------- | ------------------------ | ---------------------------- | ------------------------- |
| 1ª etapa (Kevin Seeldraeyers) | Kevin Seeldraeyers    | Riccardo Zoidl              | Kevin Seeldraeyers       | Joe Dombrowski               | Astana                    |
| 2ª etapa (Kevin Seeldraeyers) | Kevin Seeldraeyers    | Kevin Seeldraeyers          | Kevin Seeldraeyers       | Fabio Aru                    | Astana                    |
| 3ª etapa (Thor Hushovd)       | Kevin Seeldraeyers    | Kevin Seeldraeyers          | Kevin Seeldraeyers       | Fabio Aru                    | Astana                    |
| 4ª etapa (Mathias Frank)      | Kevin Seeldraeyers    | Kevin Seeldraeyers          | Kevin Seeldraeyers       | Fabio Aru                    | Astana                    |
| 5ª etapa (Mathias Frank)      | Kevin Seeldraeyers    | Kevin Seeldraeyers          | Kevin Seeldraeyers       | Sergei Chernetski            | Astana                    |
| 6ª etapa (Gerald Ciolek)      | Kevin Seeldraeyers    | Kevin Seeldraeyers          | Kevin Seeldraeyers       | Sergei Chernetski            | Astana                    |
| 7ª etapa (Fabian Cancellara)  | Riccardo Zoidl        | Kevin Seeldraeyers          | Kevin Seeldraeyers       | Sergei Chernetski            | Astana                    |
| 8ª etapa (Omar Bertazzo)      | Riccardo Zoidl        | Kevin Seeldraeyers          | Kevin Seeldraeyers       | Sergei Chernetski            | Astana                    |
| Final                         | Riccardo Zoidl        | Kevin Seeldraeyers          | Kevin Seeldraeyers       | Sergei Chernetski            | Astana                    |